# Küçükçekmece Metin Oktay Stadı
Das Küçükçekmece Metin Oktay Stadı ist ein Fußballstadion in der türkischen Stadt Küçükçekmece, Provinz Istanbul. Dies Anlage ist die Spielstätte des Fußballvereins Küçükçekmecespor und bietet 3.000 Sitzplätze. Die beiden Längstribünen sind unüberdacht, eine Nord- und Südtribüne gibt es nicht. Das Küçükçekmece Metin Oktay Stadı wird neben Fußball auch für andere Veranstaltungen genutzt. Die Spielfläche besteht aus Naturrasen.
Ursprünglich hieß das Stadion Küçükçekmece Stadyumu, doch nachdem die türkische Fußballlegende Metin Oktay am 13. September 1991 bei einem Autounfall um das Leben kam, wurde das Stadion ihm zu Ehren in Küçükçekmece Metin Oktay Stadı geändert.